# Akira Higaši
Akira Higaši, japonski smučarski skakalec, * 7. januar 1972, Niki, Hokkaido, Japonska. 
Higaši je nastopal na tekmah Svetovnega pokala od leta 1988 in do 2010. Zatem je še dve leti tekmoval na domačih mednarodnih prireditvah in leta 2012 v starosti 40 let zaključil z aktivnim nastopanjem. Na tekmah najvišjega nivoja je dosegel dve zmagi in še eno tretje mesto, torej se je vsega skupaj trikrat uvrstil na oder za zmagovalce. 

## Tekmovalna kariera

### Začetki, 1988-92
V svetovnem pokalu je debitiral v sezoni 1988/89 na tekmi v Saporu, kjer 17. decembra 1988 na srednji napravi osvojil točke za štirinajsto mesto. Naslednji dan je uvrstitev še izboljšal, ko je bil na veliki skakalnici enajsti. 
Na svetovnem prvenstvu v Val di Fiemmu leta 1991 je preizkušnjo na mali skakalnici končal na 10. mestu. 

### 1992-2000
V sezoni 1992/93 je skupno končal na 20. mestu, potem, ko je dobil tekmo v Saporu.
Nato je nase opozoril v sezoni 1996/97, ko je osvojil svojo drugo zmago v svetovnem pokalu, bil je najboljši na letalnici v Planici kjer je slavil pred Primožem Peterko.

### 2000-2010
Nato se je zopet pojavil v svetovnem pokalu v sezoni 2002/03, naknadno pa je bil zaradi nekaj solidnih rezultatov uvrščen v japonsko ekipo za svetovno prvenstvo v italijanskem Predazzu 23. februarja 2003, ekipa pa je tam osvojila srebrno medaljo.
V sezoni 2004/05 in 2005/06 je nastopal tudi v kontinentalnem pokalu, potem ko je na tekmah svetovnega pokala le redko prišel do točk. 
Leta 2010 je v starosti 38 let prenehal z nastopi v svetovnem pokalu in se naslednji dve leti udeleževal le domačih tekem na japonskem. Nato je leta 2012 končal še s temi nastopi in zaključil svojo kariero. 

## Dosežki v svetovnem pokalu

### Uvrstitve po sezonah
| Sezona  | Skupno | Poleti | JP  | Novoletna | Nordijska |
| ------- | ------ | ------ | --- | --------- | --------- |
| 1988-89 | 52.    | N/A    | N/A | –         | N/A       |
| 1989-90 | –      | N/A    | N/A | –         | N/A       |
| 1990-91 | –      | –      | N/A | –         | N/A       |
| 1991-92 | –      | –      | N/A | –         | N/A       |
| 1992-93 | 20.    | –      | N/A | 25.       | N/A       |
| 1993-94 | 68.    | –      | N/A | –         | N/A       |
| 1995-96 | 66.    | –      | 64. | –         | N/A       |
| 1996-97 | 25.    | 6.     | 48. | –         | 14.       |
| 1997-98 | 23.    | 8.     | 36. | –         | 23.       |
| 1998-99 | –      | –      | –   | –         | –         |
| 1999-00 | –      | –      | –   | –         | –         |
| 2001-02 | 53.    | N/A    | N/A | –         | 39.       |
| 2002-03 | 49.    | N/A    | N/A | –         | –         |
| 2003-04 | 25.    | N/A    | N/A | 42.       | 12.       |
| 2004-05 | 42.    | N/A    | N/A | 21.       | 42.       |
| 2005-06 | –      | N/A    | N/A | –         | 43.       |
| 2007-08 | 75.    | N/A    | N/A | –         | –         |
| 2008-09 | –      | –      | N/A | –         | –         |
| 2009-10 | 82.    | –      | N/A | –         | –         |

Opomba: oznaka N/A pomeni, da tekmovanja ni bilo na sporedu

### Zmage (2):
| Št. | Sezona  | Datum             | Prizorišče | Skakalnica                    | Velikost  |
| --- | ------- | ----------------- | ---------- | ----------------------------- | --------- |
| 1.  | 1992-93 | 20. december 1992 | Saporo     | Ōkurayama K115                | Velika    |
| 2.  | 1996-97 | 23. marec 1997    | Planica    | Letalnica bratov Gorišek K185 | Letalnica |